# Фустанела
Фустанелата или франга е традиционна мъжка пола носена масово като дреха на Балканите през втората половина на XVIII век и първата на XIX век – на територията на съвременна Елада, Епир, Република Македония и част от България – като килт.  В съвременната епоха фустанелата се приема като част от традиционния албански (без Северна Албания) и гръцки национален костюм, като е и официална униформа на президентската гвардия на Гърция. Възприета е от арванитите от Сули, които масово поселили Атика по време на т.нар. гръцка война за независимост, и които имали особена заслуга за съвременната гръцка независимост. 
Предолага се, че фустанелата навлиза като част от военната униформа още при  воините-акрити от времето на император Мануил I Комнин (1143-1180 гг.)